# Jaguar I-Pace
Jaguar I-Pace – samochód elektryczny typu crossover klasy średniej produkowany pod brytyjską marką Jaguar w latach 2018–2024.

## Historia i opis modelu

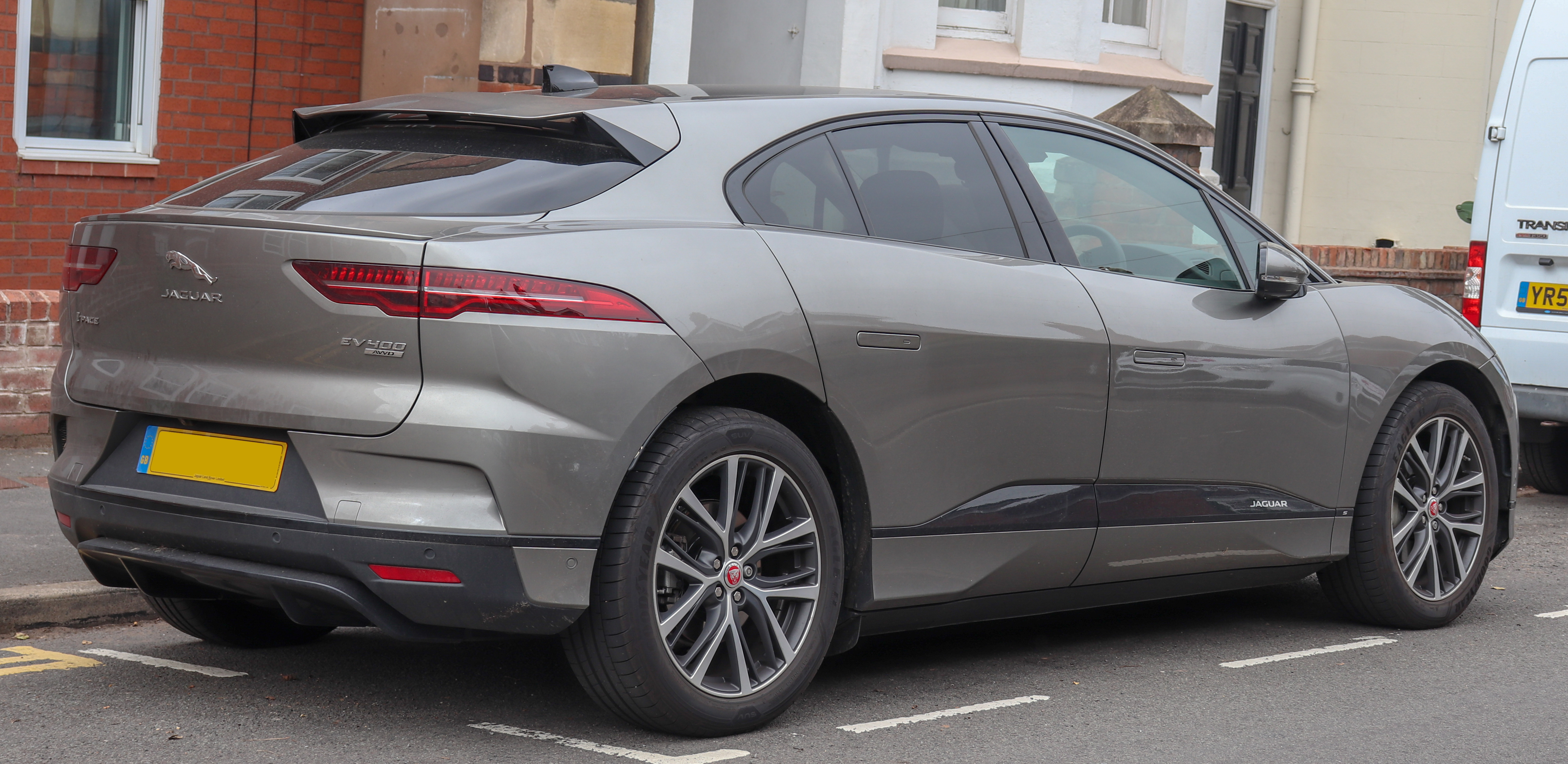
Jaguar I-Pace - tył

Jest to pierwszy w historii Jaguara seryjnie produkowany samochód elektryczny. I-Pace  zadebiutował na polskim rynku w połowie 2018 roku. Pod względem rozstawu osi I-Pace zbliżony jest do BMW X5. Na tle innych samochodów elektrycznych oferowanych na rynku europejskim Jaguar I-Pace wyróżnia się dużym zasięgiem, który według normy WLTP wynosi 480 km. Pojemność baterii wynosi 90 kWh.
Samochód ma napęd na wszystkie koła, a napędzany jest przez dwa silniki elektryczne (po jednym przy każdej z osi) o łącznej mocy 400 KM. Do 100 km/h rozpędza się w 4,8 s.
Ładowanie z tradycyjnego gniazda 230 V do 80 proc. pojemności baterii trwa 10 godzin. Za samochód płaci się od 354 900 zł.
W 2019 roku I-Pace został mianowany Europejskim Samochodem Roku.